# Kemri
Kemri is een nagar panchayat (plaats) in het district Rampur van de Indiase staat Uttar Pradesh. 

## Demografie
Volgens de Indiase volkstelling van 2001 wonen er 23.854 mensen in Kemri, waarvan 53% mannelijk en 47% vrouwelijk is. De plaats heeft een alfabetiseringsgraad van 28%. 